# Bacotoma ptochura
Bacotoma ptochura is een vlinder uit de familie van de grasmotten (Crambidae). De wetenschappelijke naam van deze soort is voor het eerst voorgesteld als Platamonia ptochura door Edward Meyrick in een publicatie uit 1894.
De soort komt voor op het eiland Laut ten zuidoosten van Borneo (Indonesië).